# Kapitala
Kapitala (lat. capitalis, od caput: glava; naslov poglavlja), naziv za latinsko majuskulno pismo. Ime je dobila po naslovima poglavlja u kodeksima koji su bili pisani velikim slovima, tj. kapitalom, dok je tekst bio pisan minuskulom. Kapitala kojom su pisani natpisi na kamenim spomenicima naziva se epigrafska, a ona kojom su pisani tekstovi u kodeksima knjižna. Najstariji spomenik epigrafske kapitale, tzv. Crni kamen (Lapis niger) iz 6. st. pr. Kr., pronađen je u Rimu 1899. i taj se tip kapitale naziva arhajska kapitala. 
Razvila su se dva tipa epigrafske kapitale: kvadratna (capitalis quadrata) i rustična (capitalis rustica). Kod prve su slova jednake visine i širine, a kod druge su slova nešto izduljena. Oba tipa prešla su i u kodekse. U estetskom pogledu epigrafska je kapitala doživjela vrhunac u Augustovo doba.